# Ганс-Геннінг фон Бойст
Барон Ганс-Геннінг фон Бойст (нім. Hans-Henning Freiherr von Beust; 17 квітня 1913, Карлсруе — 27 березня 1991, Мюнхен) — німецький льотчик-ас бомбардувальної авіації, оберст Генштабу люфтваффе вермахту і бундесверу. Кавалер Лицарського хреста Залізного хреста з дубовим листям.

## Біографія
1 квітня 1931 року вступив в 17-й піхотний полк. Пройшов секретну льотну підготовку в комерційній льотній школі та в училищі бомбардувальної авіації в Тутові. У вересні 1936 року призначений командиром 2-ї ескадрильї 88-ї бомбардувальної ескадри, що входила до складу легіону «Кондор». Під час Громадянської війни в Іспанії здійснив понад 100 бойових вильотів.
З 1938 року — командир ескадрильї 157-ї (з 1 травня 1939 року — 27-ї) бомбардувальної ескадри «Більке». Більшість польотів здійснив на Не 111. Під час Польської кампанії здійснив 11 бойових вильотів, під час Французької — 29, під час битви за Британію — 70. Наприкінці жовтня 1940 року призначений командиром 3-ї групи своєї ескадри. У середині червня 1941 року ескадра була переведена в Румунію. Учасник Німецько-радянської війни. 11-18 серпня 1941 року під час нальотів на Одесу пілоти ескадри потопили 8 транспортів (загальною водотоннажністю близько 33 000 тонн) і пошкодили 24 кораблі. У вересні 1941 року брав участь в бомбардуваннях радянських укріплень на Перекопському перешийку, а потім — на узбережжі Азовського моря. В січні 1942 року призначений командиром своєї ескадри. Учасник боїв під Сталінградом, біля Міллерово та на Кавказі. 4 червня 1943 року літаки Бойста здійснили наліт на Горький і вивели з ладу головний складальний конвеєр, цех шасі, ресорний цех і кузню ГАЗу, після чого здійснили ще кілька бомбардувань міста. Всього протягом 5-22 червня 1943 року на території заводу було зруйновано 50 споруд, понад 9000 метрів конвеєрів та транспортерів, знищено 5900 одиниць технологічного обладнання, 28 мостових кранів та 8 цехових електропідстанцій (на колишню потужність завод вийшов лише 28 жовтня 1943). У грудні 1943 року відправлений на лікування в шпиталь, а після одужання переведений в Генштаб люфтваффе. В травні 1945 року взятий в полон американськими військами. Наприкінці 1947 року звільнений.
У 1957 вступив у ВПС ФРН, служив в штабі НАТО в Парижі, був військовим та військово-повітряним аташе в Анкарі, офіцером зв'язку при штабі ВПС США в Європі. 30 вересня 1971 року вийшов у відставку.

## Звання
- Кандидат в офіцери (1 квітня 1931)
- Лейтенант (1 березня 1935)
- Оберлейтенант (1 квітня 1936)
- Гауптман (1 грудня 1938)
- Майор (1 березня 1942)
- Оберстлейтенант (1 червня 1943)
- Оберст Генштабу (1 травня 1945)

## Нагороди
- Нагрудний знак пілота
- Медаль «За вислугу років у Вермахті» 4-го класу (4 роки)
- Медаль «За Іспанську кампанію» з мечами (Іспанія)
- Іспанський хрест в золоті з мечами (6 червня 1939)
- Медаль «У пам'ять 1 жовтня 1938»
- Залізний хрест
  - 2-го класу (16 вересня 1939)
  - 1-го класу (1 липня 1940)
- Почесний Кубок Люфтваффе (24 жовтня 1940)
- Авіаційна планка бомбардувальника з підвіскою «500»
- Лицарський хрест Залізного хреста з дубовим листям
  - лицарський хрест (28 вересня 1941) — за 170 бойових вильотів.
  - дубове листя (№ 336; 25 листопада 1943) — за 410 бойових вильотів.
- Медаль «Хрестовий похід проти комунізму» (Королівство Румунія)
- Медаль «За зимову кампанію на Сході 1941/42» (22 серпня 1942)
- Кримський щит
- Німецький хрест в золоті (10 травня 1943)